# 花房太一
花房 太一（はなふさ たいち、1983年 - ）は、日本の美術批評家。

## 経歴
岡山県に生まれる。岡山県立岡山大安寺高等学校を経て、慶應義塾大学総合政策学部総合政策学科に進み、2007年に卒業した。その後、東京大学大学院人文社会系研究科に進み、2010年に文化資源学研究専攻文化経営学専門分野を修了した。
現在、京都芸術大学大学院に在籍する。
牛窓・亜細亜藝術交流祭・総合ディレクター、S-HOUSEミュージアム・アートディレクターを務めた。
2016年、「奥村直樹ノ友達展」に「先輩として」参加した。
2016年から2019年まで、飯盛希と共に、批評家ユニット「東京不道徳批評」を行う。

## 企画
連続展示企画「失敗工房」